# Andrea Contarini
Andrea Contarini (Veneza 1300/1302 - 1382) foi doge de Veneza de 1368 a 1382, ano da sua morte. Durante o seu dogado, a guerra contra Génova, que acabaria por redimensionar as aspirações genovesas como potência militar e hegemónica no Mediterrâneo, permitiu a Veneza retomar as rotas comerciais e beneficiar de um segundo boom económico, após o primeiro grande momento de expansão comercial na primeira metade do século XIV.
Era membro de uma distinta família veneziana que já tinha dado vários doges à república e eficaz administrador das possessões coloniais venezianas que já existiam no Mar Mediterrâneo, dirigiu expedições mercantes para o decadente Império Bizantino, apoiando a posição hegemónica da República de Veneza sobre o comércio com bizantinos e turcos. Eleito doge em 1368, Contarini teve de enfrentar a rivalidade da República de Génova, competidora de Veneza em comércio no Mediterrâneo. Mandou fundir a sua própria prata e hipotecou as suas propriedades a fim de
angariar fundos, e depois, com a ajuda do almirante Victor Pisani, atacou e expulsou os sitiantes genoveses em pleno inverno de 1379-80..
A Contarini coube finalizar em 1381 a Guerra de Chioggia (iniciada em 1378) contra a República de Génova, vencendo os genoveses e garantindo o domínio absoluto de Veneza sobre o comercio no Mar Adriático e a preponderância no Mediterrâneo. Embora a República de Génova continuasse com as suas operações comerciais com êxito, os venezianos asseguraram-se poucos anos depois que tinham o domínio sobre os mercados mais rentáveis (Império Bizantino, Egito), deixando aos genoveses as zonas menos exploradas à data (Mar Negro), embora no final da guerra não tenha havido mudanças territoriais entre os dois contendores.
Pese o triunfo, o tesouro público de Veneza estava muito diminuído após a guerra contra os genoveses, e as famílias aristocráticas que mais tinham contribuído para o financiamento da luta tinham entrado com uma queixa no Maggior Consiglio em 1381, reclamando a Contarini um poder político de acordo com o sacrifício que tinham feito para a luta. Envelhecido e enfermo, o doge não pôde responder a estas novas pressões e morreu em 1382.